# 冠英镇
冠英镇，是中华人民共和国四川省乐山市五通桥区下辖的一个乡镇级行政单位。

## 行政区划
冠英镇下辖以下地区：
玉津街社区、青乐村、天池村、马桑村、荣丰村、麦子坳村、鸭口山村、黄益塘村、兴福村、石子埂村、新街口村、大兴庙村、徐坝村、河桥村、挖断山村、许村、尚村、章庙村、双龙庵村、诸益村、龙埂村、双河村、仙女井村和神佛村。